# 안토노프 An-225

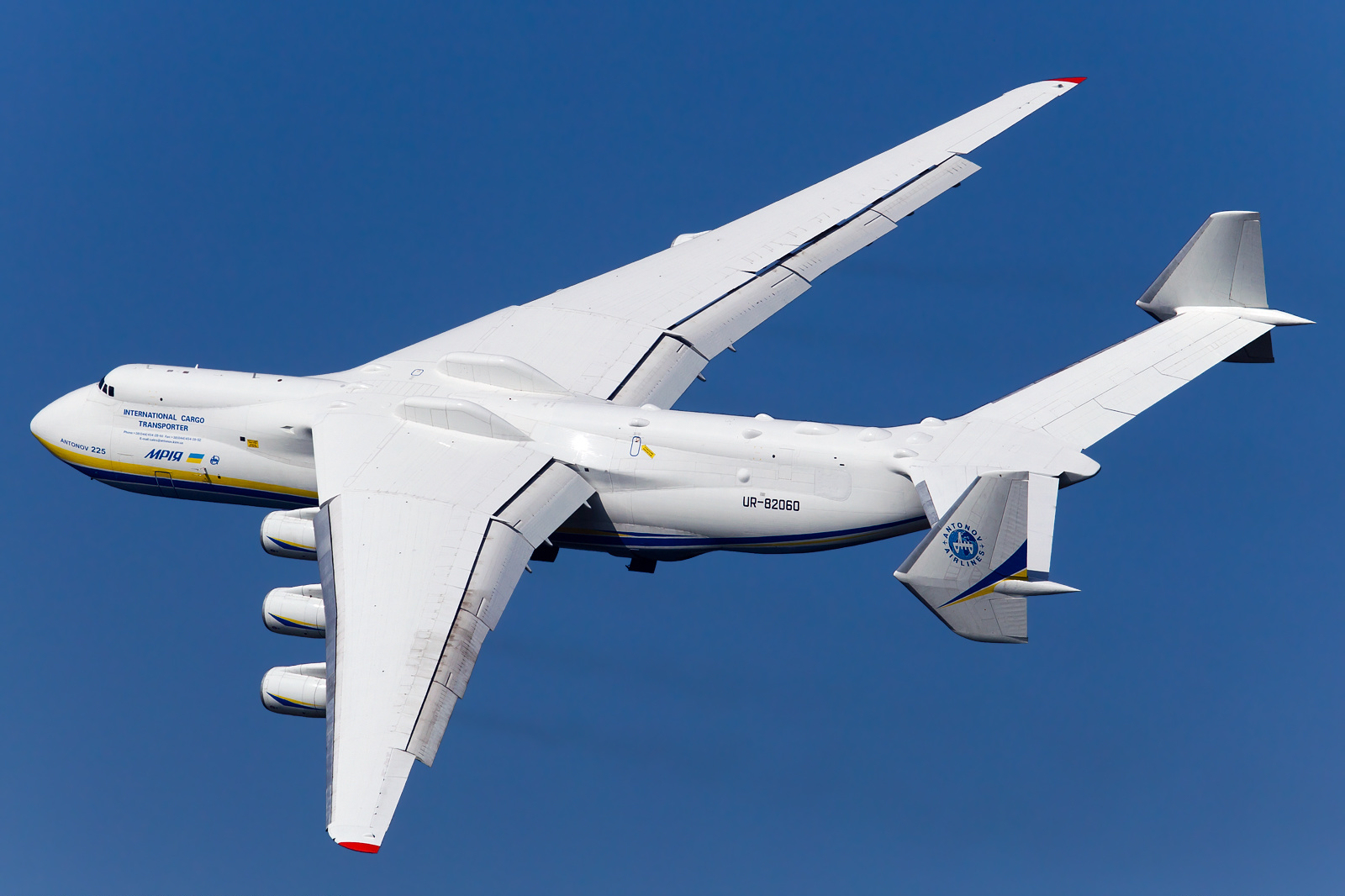

안토노프 An-225와 다른 비행기들간의 크기 비교:
스트라토런치
에어버스 A380-800
안토노프 An-225
보잉 747-8
휴스 H-4 허큘리스

안토노프 An-225는 소련의 항공기 제작사 안토노프가 개발한 화물기로 항공기 중 가장 컸었다. 1988년 단 한 대밖에 제작되지 않았으며, 2004년 세계에서 가장 큰 항공기로 기네스북에 기록되었다. 하지만 러시아군의 공격으로 인하여 2022년 2월 28일 뼈대만 남기고 파괴되었다.

## 역사
소련이 우주왕복선 부란을 수송하기 위해 개발한 수송기이다. 1988년 11월 21일 처음 비행하였다.
1989년 3월 22일, 우크라이나 수도 키이우(키예프) 상공에서 3시간 반 동안 비행했는데 이륙 중량 50만 8200kg, 화물 15만 6300kg으로 2,000km의 일주 코스를 고도 1만 2340m에서 시속 813km의 속도로 비행하면서 한꺼번에 106개의 세계 기록을 세웠다.
1990년 영국에서 개최된 에어쇼에 참가하기 위해 날아왔을 때 그 엄청난 크기에 관중들이 압도되었다고 한다. 이륙 최대 중량은 600톤에 이르는데 이것은 보잉 747의 이륙 최대 중량보다 200톤이나 더 무거운 것이다.
단 한 대만 생산되었으며 우크라이나의 안토노프 항공에서 운영한다. 안토노프는 민간 수송기로 전환을 모색하고 있지만 운용 비용이 너무 비싸 2012년까지 한 건의 수주도 받지 못한 것으로 알려져 있다
2022년 2월 28일 An-225가 호스토멜 공항에서 러시아군의 공격으로 인해 파괴되었다고 우크라이나 정부가 트위터에서 밝혔다.
우크라이나 정부는 파괴된 An-225를 다시 복원하겠다고 밝혔다.
우크로보론프롬사는 파괴된 AN-225를 복원하는 데 30억달러(약 3조6,200억원) 이상의 비용과 5년 이상의 시간이 필요할 것으로 예상했다.

## 사항
소련 최대의 항공기 제작사인 안토노프가 기존의 4개 제트 엔진이 달린 수송기 안토노프 An-124의 주날개를 15m, 동체를 7m 연장하고, 꼬리날개를 쌍수직 꼬리날개로 개조했다. 폭 88.4m, 길이 84m, 높이 18.1m, 주날개면적 905m2, 최대 탑재량 25만kg, 이륙최대중량 60만kg의 항공사상 최대의 수송기로 순항속도는 시속 700∼850km, 항속거리는 4,500km이며, 승무원은 6명까지 탑승, 엔진은 ZMKB 엔진 6기를 사용한다.

## 호칭
An-225 므리야라고 불리는데, 므리야는 우크라이나어로 꿈이라는 뜻이다. 북대서양 조약 기구에서는 카자크라는 별명으로 부른다.

## 한국 방문
2012년 1월 7일, 항공기가 인천국제공항에 착륙하여 여러 화물을 전해 주고 돌아갔다.

## 갤러리

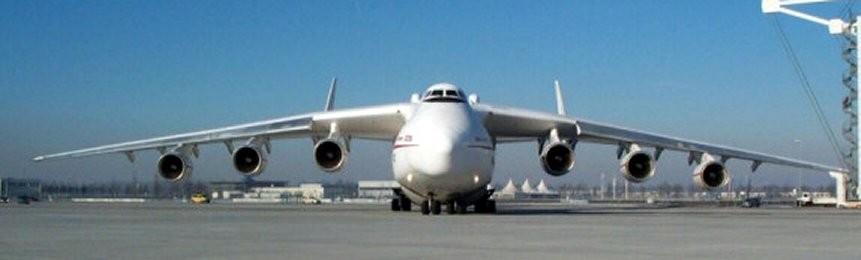
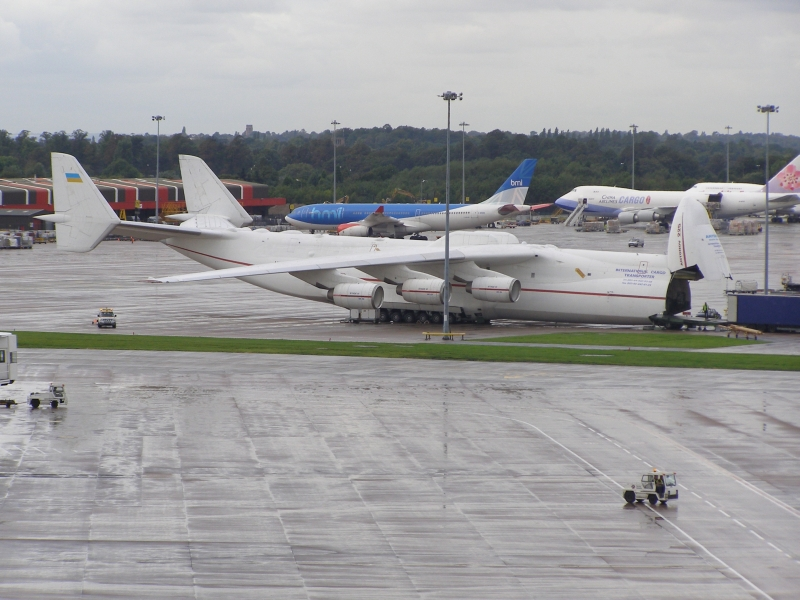
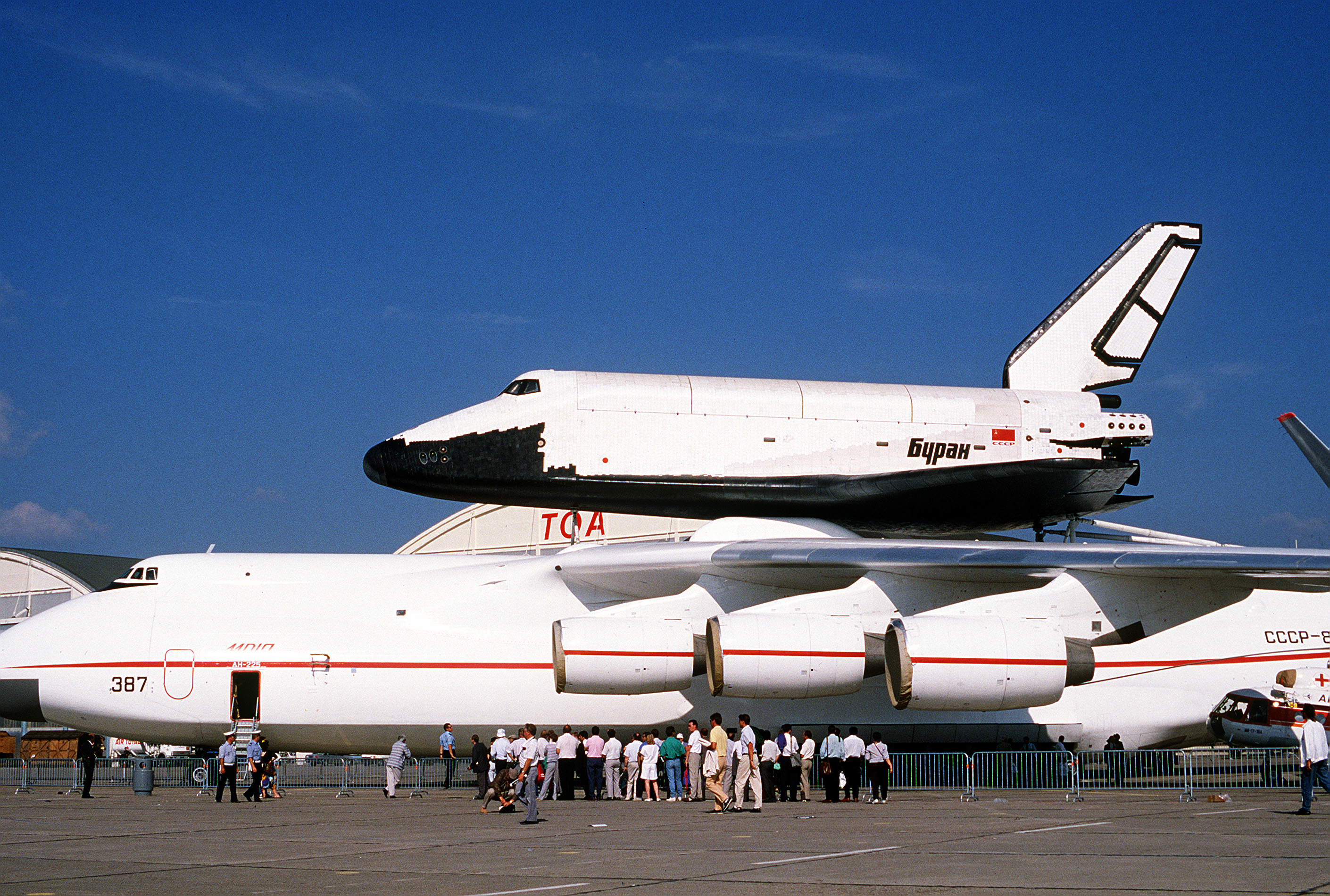
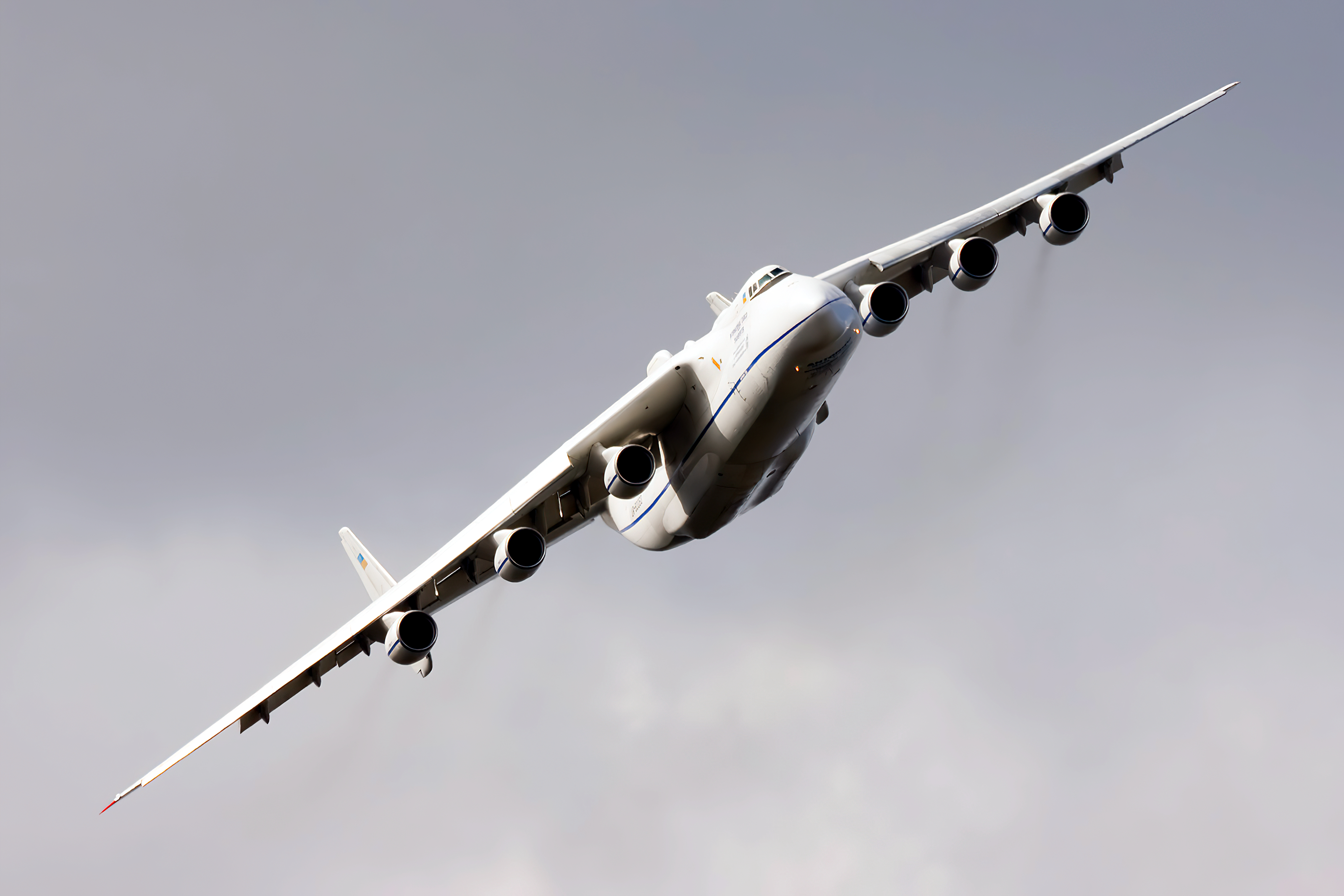
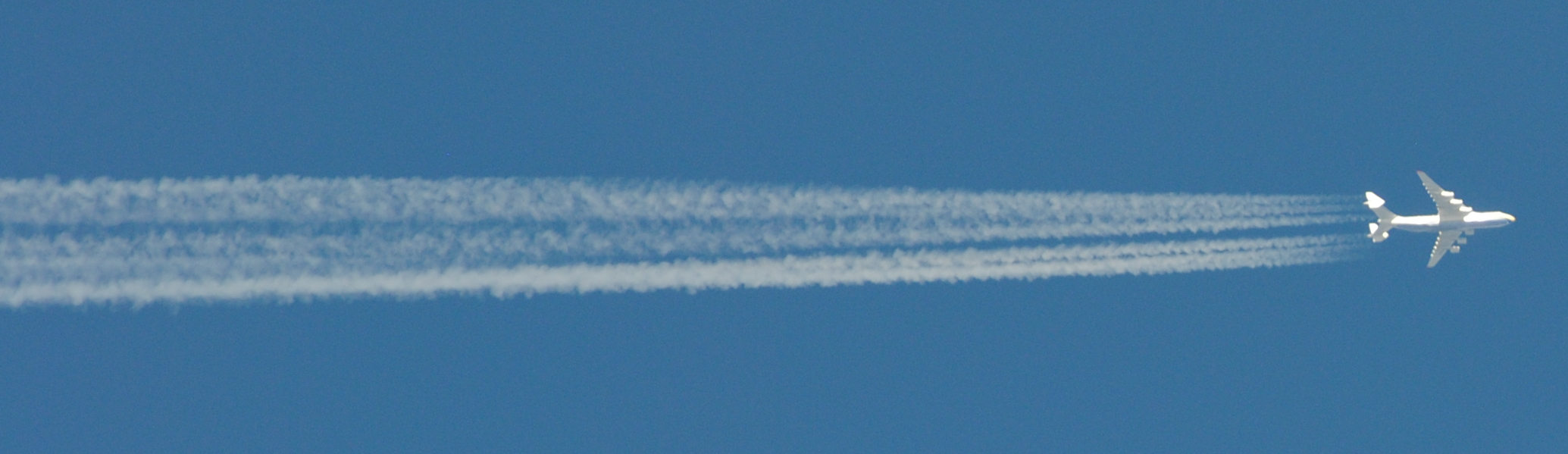
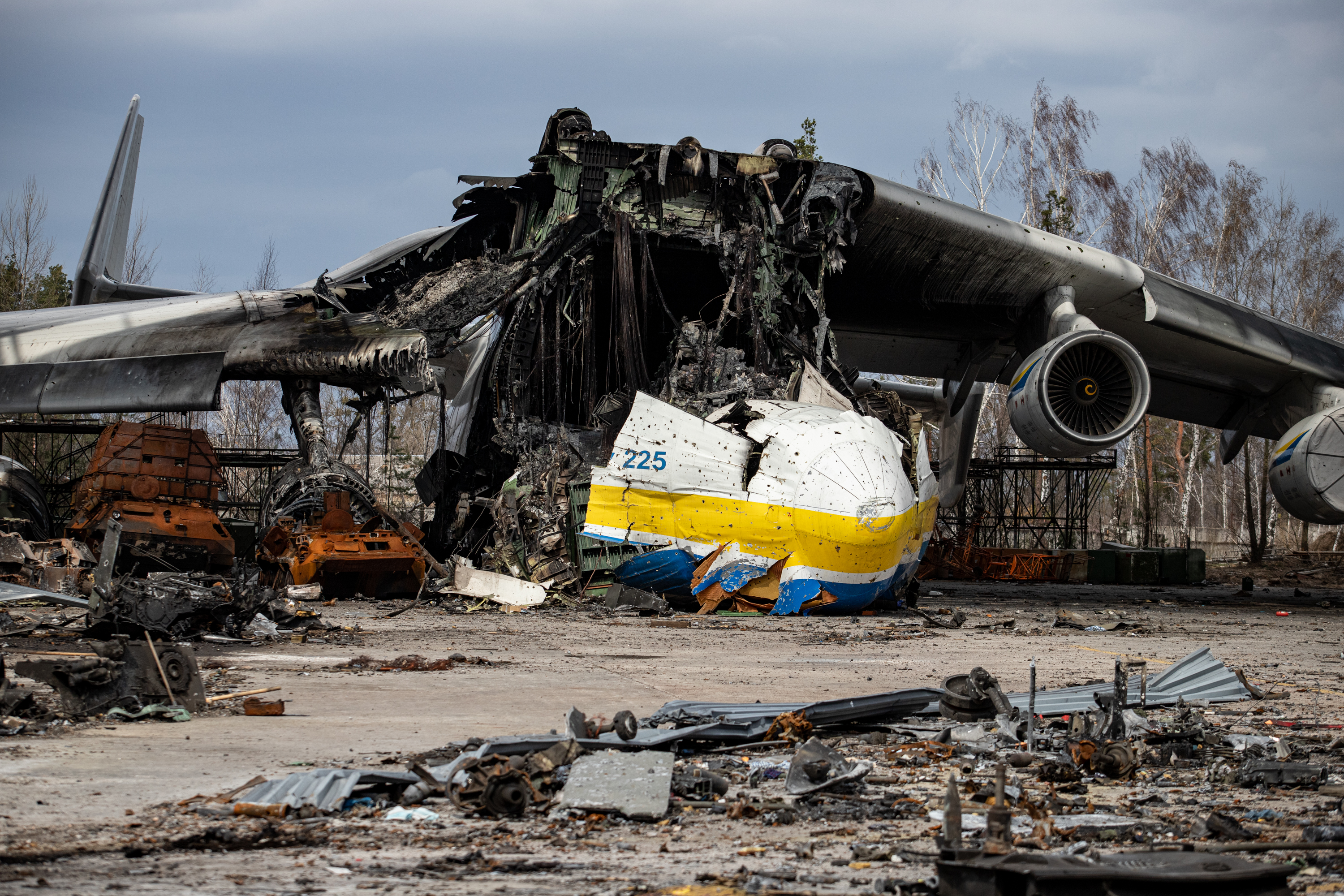

## 같이 보기
- 안토노프 An-124
- 셔틀 운반 항공기
- 록히드 C-5 갤럭시